# Theridion makotoi
Theridion makotoi là một loài nhện trong họ Theridiidae.
Loài này thuộc chi Theridion. Theridion makotoi được Hajime Yoshida miêu tả năm 2009.